# Jagdgeschwader z.b.V.
Das Jagdgeschwader z.b.V. (zur besonderen Verwendung) war ein Verband der Luftwaffe der Wehrmacht im Zweiten Weltkrieg.

## Geschichte
Der Geschwaderstab des Jagdgeschwaders z.b.V. bildete sich am 20. April 1944 in Kassel-Rothwesten (Lage). Weitere Einheiten des Geschwaders wurden nicht aufgestellt. Der Geschwaderstab führte die unterstellte III. Gruppe des Jagdgeschwaders 3, die I. Gruppe des Jagdgeschwaders 5, die II. Gruppe des Jagdgeschwaders 27, die III. Gruppe des Jagdgeschwaders 54 und die II. Gruppe des Jagdgeschwaders 53 in der sogenannten Reichsluftverteidigung. Dazu war es im Mai 1944 der 7. Jagddivision des I. Jagdkorps der Luftflotte Reich zugeteilt. Der Geschwaderstab war mit der Messerschmitt Bf 109G ausgestattet.
Am 15. Juni 1944 firmierte der Geschwaderstab in den Geschwaderstab des Jagdgeschwaders 4 um. Damit hatte das Geschwader aufgehört zu bestehen.

## Geschwaderkommodore
| Dienstgrad | Name              | Zeit                            |
| ---------- | ----------------- | ------------------------------- |
| Major      | Gerhard Michalski | 20. April 1944 bis 20. Mai 1944 |
| Major      | Walther Dahl      | 20. Mai 1944 bis 6. Juni 1944   |
| Major      | Gerhard Schöpfel  | 6. Juni 1944 bis 15. Juni 1944  |